# Henner Henkel

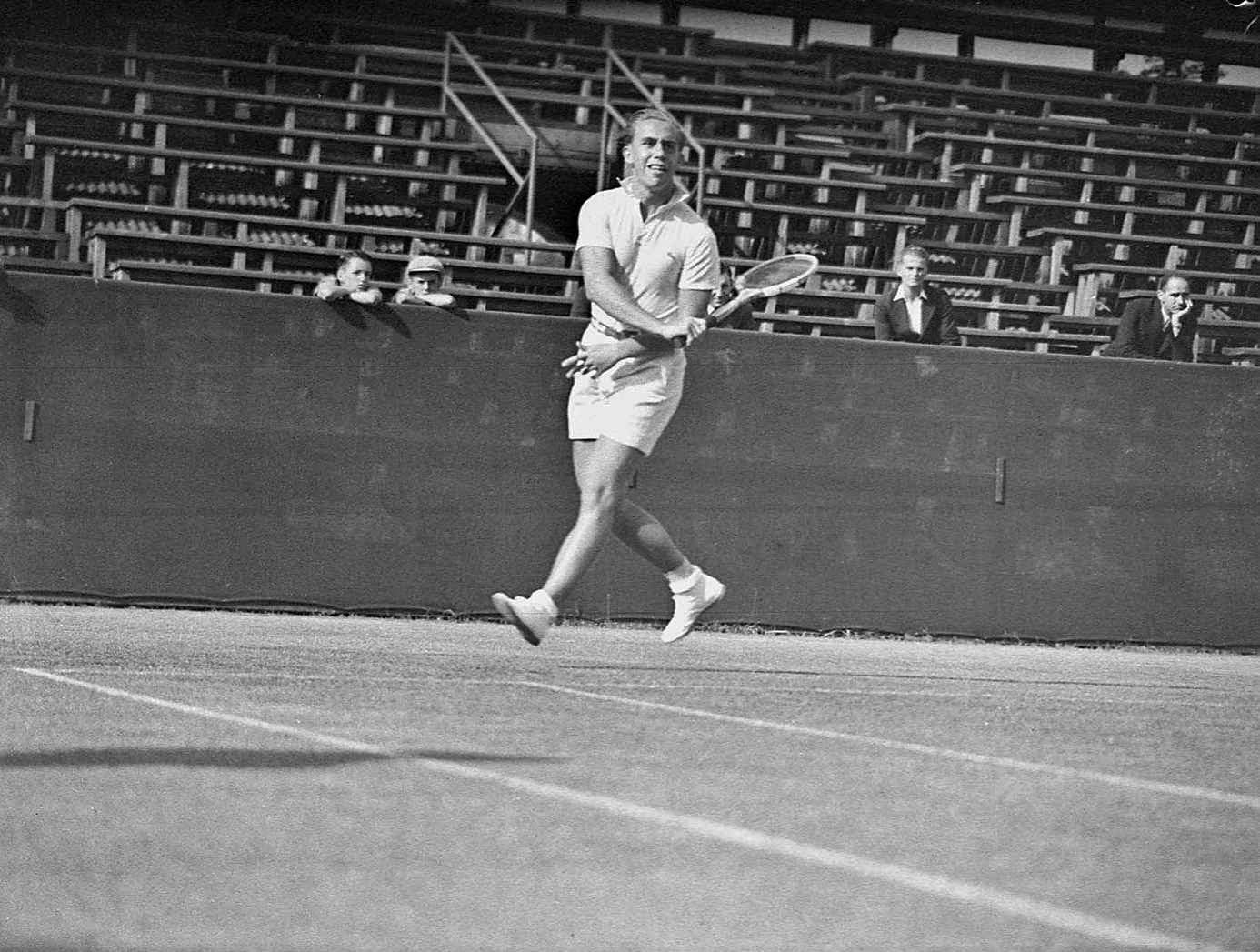
Henner Henkel (1937)

Heinrich Ernst Otto „Henner“ Henkel (* 9. Oktober 1915 in Posen, Deutsches Reich; † 13. Januar 1943 bei Woronesch, Sowjetunion) war ein deutscher Tennisspieler. Sein größter Erfolg war der Sieg bei den Französischen Meisterschaften (heute French Open) im Jahr 1937. Neben Gottfried von Cramm war er der erfolgreichste deutsche Tennisspieler der 1930er Jahre.

## Leben
Heinrich Henkel kam 1915 als Sohn von Ferdinand Henkel und seiner Frau Margarete in Posen zur Welt. Nach dem Ersten Weltkrieg zog seine Familie 1919 nach Erfurt, wo er gemeinsam mit seinem fünf Jahre älteren Bruder Ferdinand im Sportclub Erfurt auf der Cyriaksburg, dem Vorläufer des heutigen TC Erfurt 93, mit dem Tennisspiel in Berührung kam. 1927 folgte die Familie seinem Vater nach, der aus beruflichen Gründen nach Berlin umziehen musste.
1929 konnte er mit dem Sieg bei den Clubmeisterschaften des THC 99 Berlin seinen ersten Erfolg feiern. 1930 belegte er den dritten Platz bei den deutschen Jugendmeisterschaften, im Jahr darauf rückte er auf den zweiten Platz vor. 1932 und 1933 gewann er die Jugendmeisterschaften und nahm an einem ersten Spiel im Ausland (Polen) teil.
Ab 1934 nahm Henkel regelmäßig an internationalen Turnieren teil. Im selben Jahr wurde er für die deutsche Davis-Cup-Mannschaft nominiert, für die er bis 1939 66 Spiele absolvierte und davon 49 gewann. 1937 errang er seinen größten Triumph, als er als zweiter deutscher Tennisspieler nach Gottfried von Cramm (1934 und 1936) die Französischen Meisterschaften im Einzel gewinnen konnte. An Nr. 3 gesetzt erreichte er mit nur einem Satzverlust – im Achtelfinale gegen den Briten Raymond Tuckey – das Finale, das er in drei Sätzen gegen den topgesetzten Briten Henry Austin gewann. Henkel ist damit der bis heute letzte deutsche Sieger im Herreneinzel von Roland Garros.  Zusammen mit von Cramm gewann Henkel 1937 auch die Doppelkonkurrenz. Im selben Jahr waren sie zudem bei den US-Meisterschaften im Doppel erfolgreich. 1938 erreichte er zunächst in Melbourne, wieder mit von Cramm, das Doppelfinale, welches jedoch genauso wie jenes in Wimbledon, diesmal an der Seite von Georg von Metaxa, verloren ging. Im selben Jahr stand er zudem mit Sarah Fabyan im Mixed-Finale. Von 1937 bis 1940 gewann er vier Mal die nationalen Deutschen Meisterschaften sowie 1937 und 1939 die internationalen Deutschen Meisterschaften.
Als Vorbild nannte Henkel Hans Moldenhauer. Seine Stärke war seine Rückhand und ein starker erster Aufschlag. Häufig streute er Lobs in sein Spiel ein. Seine Vorhand war dagegen eher unsicher, und der zweite Aufschlag harmlos.
1942 wurde Henkel unmittelbar nach dem Jubiläumsturnier von Bad Pyrmont einberufen und an der Ostfront eingesetzt. Er erlitt während der Schlacht von Stalingrad einen Schuss in den Oberschenkel, dem er am 13. Januar 1943 in einem Lazarett in der Nähe von Woronesch erlag.
Zu seinem Andenken werden die Mannschaftsmeisterschaften der Junioren des Deutschen Tennis Bundes Henner-Henkel-Spiele genannt. Ebenso wird das Henner-Henkel-Gedächtnisturnier seit 1963 in Erfurt abgehalten.

## Titel

### Einzel
| Nr. | Jahr | Turnier                      | Finalgegner         | Ergebnis                |
| --- | ---- | ---------------------------- | ------------------- | ----------------------- |
| 1.  | 1934 | Villa d’Este                 | Cam Malfroy         | 4:6, 6:1, 6:1, 5:7, 6:3 |
| 2.  | 1937 | Französische Meisterschaften | Henry Austin        | 6:1, 6:4, 6:3           |
| 3.  | 1937 | Beaulieu-sur-Mer             | Gottfried von Cramm | 5:7, 6:2, 6:3           |
| 4.  | 1937 | Kairo                        | Gottfried von Cramm | 6:1, 6:2, 6:4           |
| 5.  | 1937 | Deutsche Meisterschaften     | Vivian McGrath      | 1:6, 6:3, 8:6, 3:6, 6:1 |
| 6.  | 1939 | Deutsche Meisterschaften     | Roderich Menzel     | 4:6, 6:4, 6:0, 6:1      |

### Doppel
| Nr. | Jahr | Turnier                      | Partner             | Finalgegner                     | Endergebnis        |
| 1.  | 1937 | Französische Meisterschaften | Gottfried von Cramm | Vernon Kirby Norman Farquharson | 6:4, 7:5, 3:6, 6:1 |
| 2.  | 1937 | US-Meisterschaften           | Gottfried von Cramm | Don Budge Gene Mako             | 6:4, 7:5, 6:4      |